# Беншуф, Тони
Тони Беншуф (англ. Tony Benshoof; род. 7 июля 1975, Сент-Пол, США) — американский саночник, выступающий за сборную США с 1994 года. Принимал участие в трёх зимних Олимпийских играх, лучший результат показал на играх 2006 года в Турине, когда до третьей позиции ему не хватило всего лишь 0,153 секунды. Беншуф считается в США самым успешным саночником программы мужских одиночных заездов, он побеждал на многих американских турнирах и неоднократно становился автором рекордов национального значения.
Тони Беншуф является обладателем трех медалей чемпионатов мира, в его послужном списке одна бронзовая награда (2001) и две серебряные (2004, 2005) — все три выиграны в составе смешанной команды. На Кубке мира наиболее удачно выступил в сезоне 2005—2006, по итогам всех заездов заняв в общем зачёте третье место. 16 октября 2001 года Беншуф был занесён в книгу рекордов Гиннесса, как человек, достигший на саночной трассе наивысшей скорости. Это произошло в олимпийском парке города Парк-Сити, и скорость составляла 139,4 км/ч.
Ныне проживает в городе White Bear Lake, в свободное от санного спорта время занимается лыжами и горным велосипедом, играет на гитаре и пианино.